# Leif Wikström
Leif Gordon Wikström  (ur. 18 sierpnia 1918 w Lysekil, zm. 27 stycznia 1991 tamże), szwedzki żeglarz sportowy. Złoty medalista olimpijski z Melbourne.
Zawody w 1956 były jego jedynymi igrzyskami olimpijskimi. Triumfował w klasie Dragon. Załogę tworzyli również Folke Bohlin (sternik) i Bengt Palmquist.